# Gade, Golog
Gade, också känt som Gadê, är ett härad i den autonoma prefekturen Golog i Qinghai-provinsen i västra Kina.